# Willis Tower
De Willis Tower (voorheen Sears Tower) is een 442,14 meter (met antenne meegerekend 527 meter) hoge wolkenkrabber te vinden in Chicago in de Verenigde Staten. Officieel telt het gebouw 110 verdiepingen. De eigenaars tellen het dak echter als de 109e verdieping en de liftopbouw als de 110e, terwijl deze niet meegeteld worden bij standaard tellingen.
De wolkenkrabber bereikte zijn hoogste punt op 3 mei 1973 en werd toen het hoogste gebouw ter wereld. Het gebouw nam de titel over van de North Tower van het World Trade Center. In 1998 namen de Petronas Towers de titel over van de Willis Tower. Het ontwerp in de Internationale Stijl is van een team van Skidmore, Owings and Merrill onder leiding van architect Bruce Graham en bouwkundig ingenieur Fuzlur Khan. De toren had zijn oude naam te danken aan het postorderbedrijf Sears, Roebuck and Company dat al zijn zevenduizend werknemers op één plaats wilde laten werken, maar intussen de toren heeft verlaten. Hoewel de naamslicentie van Sears al in 2003 was verlopen bleef de toren zo heten, vanwege de internationale naamsbekendheid. De Britse verzekeringsmakelaar Willis Group Holdings heeft er anno 2009 zijn intrek genomen en sinds juli 2009 draagt de toren ook de naam van die maatschappij. Onder het grote publiek is de toren nog steeds bekend onder de naam "Sears Tower".

## Trivia
Enkele opmerkelijke feiten:

Vergelijking met andere wolkenkrabbers

- De toren heeft 110 verdiepingen waarvan er 108 gebruikt kunnen worden om te werken.
- De toren was van 1974 tot en met 1997 het hoogste gebouw ter wereld en was tot 2012 het hoogste gebouw in Noord-Amerika, maar het One World Trade Center heeft de hoogte van 442,14 m overschreden, waardoor de Willis Tower nu slechts het hoogste gebouw is in Chicago.
- De Willis Tower bestaat uit negen torens van verschillende hoogtes die drie bij drie tegen elkaar aan staan. Op de 50e verdieping eindigen twee diagonaal tegenover elkaar liggende hoektorens. Op de 66e verdieping eindigen de andere twee hoektorens zodat de plattegrond er dan als een plusteken uitziet. Op de 90e verdieping eindigen drie torens en gaan slechts de centrale toren en een van de aanliggende torens door tot de top.
- De toren is geheel bedekt met een gordijngevel van zwart aluminium en glas met een zwarte glans.
- De Willis Tower heeft 104 liften voor de werknemers en voor de verticale verplaatsing is het gebouw verdeeld in drie zones. Snelle liften stoppen slechts in de hal van iedere zone, langzamere liften bedienen een zone. Voor bezoekers van het uitkijkpunt op de 103e verdieping zijn er twee supersnelle liften met een snelheid van 9,15 meter per seconde.